# عالباب يا شباب (مسرحية)
مسرحية
ع الباب يا شباب هي مسرحية كويتية. تتحدث عن واقع وهموم وطموح الشباب بقالب كوميدي اجتماعي ساخر وهي من ثلاث لوحات، تدور حول الشباب وحاجتهم وما يهمهم من المشاهد اليومية وتصرفاتهم أو سلوكهم مع محاولة لفت انتباه المجتمع إليهم أو هو تمرد على المجتمع.
عرضت للمرة الأولى في 28 ديسمبر 2000.

## أبطال المسرحية
- داوود حسين
- حسن البلام
- إلهام الفضالة
- منى عبد المجيد
- شعبان عباس
- أحمد إيراج
- محسن الشمري

والمسرحية من إخراج: محمد خالد